# شیخ‌الاسلام

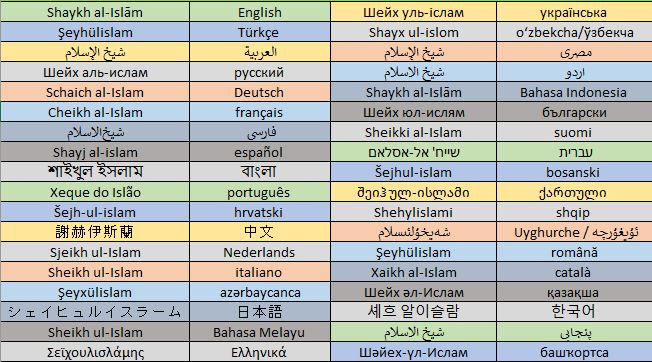
شیخ‌الاسلام در زبان‌های مختلف

شیخ‌الاسلام لقبی بود که در نیمهٔ دوم قرن چهارم هجری بر علما و شیوخ متصوفه داده می‌شد. این لقب نخست در اوایل عهد ممالیک در مصر و شام از القاب تشریفاتی بود نه از القاب رسمی؛ اما پس از آن که در قرن پانزدهم میلادی به عنوان لقبی بر مفتی اعظم در امپراتوری عثمانی گفته شد، ارج و منزلتی یافت و جنبهٔ رسمی پیدا نمود و در ایران در عهد صفویه به کسانی که در رأس قوهٔ قضائیه (حاکم شرع) قرار داشتند و از طرف صدراعظم منصوب می‌شده‌اند گفته می‌شد.

## تاریخچه
برخلاف دین زرتشت و مسیحیت، در اسلام هیچگاه طبقه‌ای به نام روحانیت وجود نداشته‌است. استفاده از این لقب از قرن چهارم هجری (سده دهم میلادی) در خراسان برای اشاره به علما پیدا شد. ولی جنبه سیاسی و رسمی نداشت. نخستین بار امپراتوری عثمانی در قرن نهم هجری به تقلید از کلیسای کاتولیک اروپا اقدام به تأسیس منصب شیخ‌الاسلام کرد. مورخان متفق‌القول هستند که نخستین بار سلطان محمد فاتح در ۱۴۵۱ میلادی چنین فردی را منصوب کرده‌است. به تدریج جایگاه آن بالا رفت تا اینکه در زمان سلطان سلیم اول به مقام مهمی در دربار تبدیل شد و در زمان سلطان سلیمان قانونی، شیخ‌الاسلام به یک نهاد اداری و قانونی تبدیل شد که در استانبول قرار داشت و از طریق فتواهای خود سیاست‌های حکومت را پشتیبانی می‌کرد.

## در دولت صفوی
در اول قرن شانزدهم میلادی ترکان صفوی بر اساس بینش و ایدئولوژی خود و ایجاد تفاوت با عثمانی‌ها تصمیم به تغییر مذهب ایرانیان از سنی به شیعه گرفتند. آنها به تقلید از عثمانی به تأسیس نهاد شیخ‌الاسلام از نوع شیعه پرداختند و به این طریق طبقه روحانیت سیاسی را در ایران پایه‌گذاری کردند. این نهاد به تدریج در ایران رشد کرد. خصوصاً در دوران پادشاهان ضعیف مثل شاه تهماسب یکم، شاه سلیمان یکم و شاه سلطان حسین با قدرت زیادتری می‌گرفت. برنارد لوئیس می‌نویسد: ایرانیان نمی‌دانند که با اینکار در واقع اسلام را مسیحی کرده‌اند.
محقق کرکی (۱۵۳۱–۱۴۶۱م/۹۴۰–۸۷۰ ق) نخستین شیخ‌الاسلام شیعی در ۱۵۰۰ میلادی به دعوت شاه اسماعیل یکم به ایران آمد. وی معتقد بود: برای مصلحت امت، لازم است یک عالم شیعه پیشوای مشروعی برای انجام وظایف امام غائب باشد. پس از مرگ شاه اسماعیل یکم، محقّق کَرکی به عنوان نائب امام زمان (ولایت مطلقه فقیه) در همهٔ شئون اقتصادی، سیاسی و دینی دولت شیعی جدید صاحب اختیار مطلق شد تا آنجا که شخص شاه تهماسب یکم نیز نائب او به‌شمار می‌آمد و او را به مقام شیخ‌الاسلامی نائل کرد. در زمان صفویان، مقام‌های مذهبی شیخ‌الاسلام برای همه شهرهای بزرگ منصوب شدند.
محمدباقر مجلسی به‌طور سازمان یافته اقدام به ایجاد تغییرات عظیمی در شیعه دوازده‌امامی کرد. او قداست امامان شیعه را افزود، اهمیت گریه کردن و عزاداری را بالا برد، عقل‌گرایی را زدود و شیعه را به یک مکتب احساسی بدل کرده و خرافات زیادی را نیز وارد شیعه کرد. مجلسی ذهن عوام را ناقص می‌دانست و راه رسیدن به سعادت را حکومت فقها همراه با پادشاهان اسلامی می‌دانست. محمدباقر مجلسی در اواخر قرن هفدهم میلادی تنفر از اهل سنت را افزود و باعث بروز مشکلاتی در مناطق سنی‌نشین خراسان گردید که در نهایت حدود دو دهه پس از مرگ او به تسخیر اصفهان توسط افغان‌ها و نابودی امپراتوری صفوی انجامید.
در دوران صفویه شیخ‌الاسلام در خانه خود به دعاوی شرعی و امر به معروف و نهی از منکرات می‌رسید. طلاق شرعی را نیز در حضور او می‌دادند و ضبط مال غایب و یتیم اغلب به او رجوع می‌شد. آنها از زمان شاه عباس یکم به بعد در اصفهان ساکن شدند. شیخ‌الاسلام از شاه همه ساله مواجبی در حدود ۱۱۰۰ تومان معادل ۲۲۰ میلیون تومان امروز داشت و مانند قاضی اصفهان با فرمان مخصوص شاه معین می‌شد. در مجلس، زیر دست صدر ممالک می‌نشست؛ ولی صدر‌ها و شیخ‌الاسلام‌ها در مجالس میهمانی شاه حاضر نمی‌شدند؛ زیرا شاه در این گونه مجالس با میهمانان خود شراب می‌خورد و حضور علمای روحانی در آنجا مناسب نبود. نیکلا سانسون در کتاب خود، مقام شیخ‌الاسلام را سومین مقام روحانی ایران دانسته و می‌نویسد که او سالی پنجاه هزار لیور (پول فرانسه در آن عهد) مقرری داشته تا در زندگی تنگدست نباشد و به رشوه‌گیری و حکم ناصواب دادن مایل نشود.

## در دولت عثمانی
عالی‌ترین شخصیت مذهبی عثمانی که ناظر بر سازمان قضایی و آموزشی بود. شیخ‌الاسلام لقب رئیس مفتیان و قضات دولت عثمانی بود که او را سلطان تعیین می‌کرد. بین سالهای ۱۴۲۴–۱۹۲۲، ۱۳۱ شیخ‌الاسلام ۱۷۵ بار به این دفتر منصوب شدند. تنها ۹ نفر از ۱۳۱ شیخ‌الاسلام ترک الاصل نیستند. (عرب، بوسنیایی، گرجی، چرکسی، آلبانیایی) در میان شیخ الاسلام‌ها دانشمندان، نویسندگان، شاعران، خوشنویسان، آهنگسازان و حقوقدانان استثنایی بودند.

## پایان شیخ الاسلام‌ها
در ایران منصب شیخ‌الاسلامی تا زمان انقلاب مشروطه (۱۹۰۶م/۱۲۸۵ش) یعنی تا پایان سلطنت مظفرالدین شاه برقرار بوده‌است که البته در اواخر به صورت یک سمت تشریفاتی منصوب شده توسط شاه درآمده و در عمل، مردم بیشتر پیرو مجتهدین دیگر بوده‌اند. آخرین آنها علی‌اکبر شیخ‌الاسلام بود که در ۱۲۷۰ شمسی یعنی ۱۵ سال قبل از جنبش مشروطه توسط ناصرالدین شاه منصوب شده بود و پس از انقلاب مشروطه شهردار اصفهان و سپس نماینده مجلس شورای ملی شد تا اینکه در ۱۳۱۱ ش یا ۱۹۳۲ میلادی در زمان رضاشاه پهلوی درگذشت. با سقوط صفویه منصب شیخ‌الاسلام که به عنوان قاضی نیز عمل می‌کرد و توسط شاهان صفوی تعیین می‌شد، رو به ضعف نهاد. این وضعیت یک موقعیت در اختیار مجتهدین شیعه قرار داد و شروع به کار به عنوان حاکم شرع یا قاضی کردند و به تدریج موقعیت اجتماعی و بعدها سیاسی مهمی به‌دست آوردند.
در عثمانی با الغای خلافت در ۱۹۲۴ میلادی مقام شیخ‌الاسلام هم از میان رفت. آخرین فردی که مقام شیخ‌الاسلام را به خود اختصاص داده بود محمد نوری مدنی افندی نام داشته است.